# Thaumatovalva limbata
Thaumatovalva limbata is een vlinder uit de familie van de bladrollers (Tortricidae). De wetenschappelijke naam van de soort is, als Grapholita limbata, voor het eerst geldig gepubliceerd als Grapholita limbata in 1969 door Alexey Diakonoff. De combinatie in het geslacht Thaumatovalva werd door Timm & Brown gemaakt in 2014.

## Type
- holotype: "male, 27.V.1960. leg. M. Gerber"
- instituut: MNHN, Parijs, Frankrijk
- typelocatie: "Seychelles, Praslin Island"